# ماسیستیوس

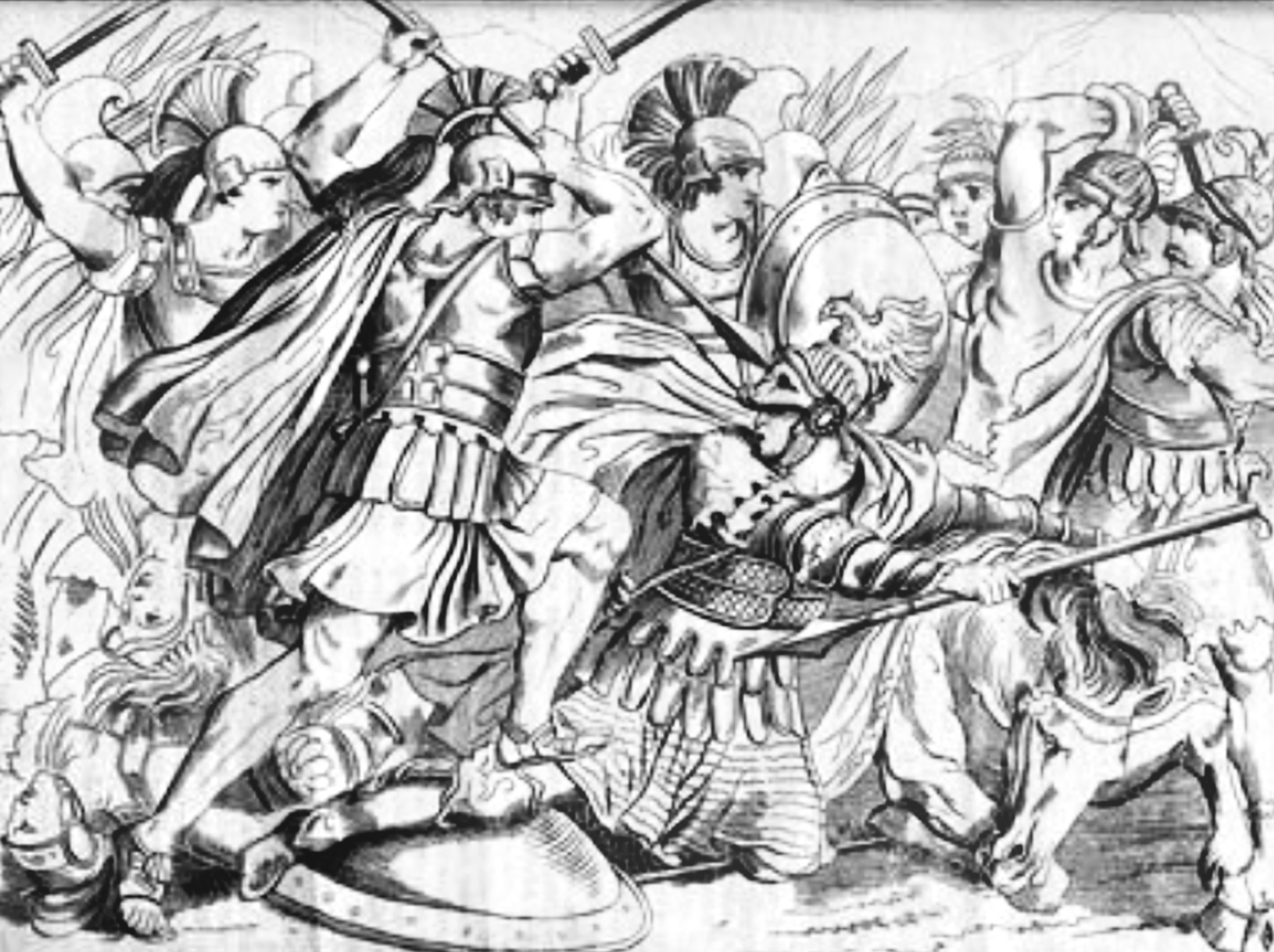
مرگ ماسیستیوس

ماسیستیوس (به یونانی: Μασίστιος) فرمانده سواره‌نظام هخامنشی بود که بیشتر به خاطر نقشش در دومین تهاجم ایرانیان به یونان شناخته می‌شود.

## زندگی‌نامه
ماسیستیوس پسر مردی به نام سیرومیتراس بود. او به‌عنوان فردی بسیار قد بلند و خوش‌چهره توصیف شده است. ماسیستیوس در ارتش هخامنشیان در زمان حمله خشایارشا به یونان به‌عنوان یک افسر برجسته شناخته شد و میان سربازان محبوبیت زیادی کسب کرد. او اندکی پیش از نبرد پلاته، که زمان مرگش را به‌طور تقریبی به سال ۴۷۹ پیش از میلاد می‌رساند، درگذشت. مرگ او به‌شدت در میان هخامنشیان احساس شد. ماسیستیوس نسبت خانوادگی با مردونیوس، داماد خشایارشا، داشت.

## نقش در دومین تهاجم ایرانیان
ماسیستیوس برای نخستین بار به‌عنوان فرمانده گروه‌های ساسپیریان و آلرودیان ارتش خشایارشا که برای حمله دوم به یونان گردآوری شده بود، ذکر شده است. ماسیستیوس احتمالاً توسط فرماندهان ارشد ارتش هخامنشی به این موقعیت منصوب شده بود. مسئولیت ماسیستیوس شامل انتصاب افسران برای فرماندهی دسته‌هایی بود که گروه‌های ساسپیریان و آلرودیان به آن‌ها تقسیم می‌شدند. این گروه‌ها که تحت فرماندهی ماسیستیوس بودند، احتمالاً گروه‌های پیاده‌نظامی بودند که به‌جای اسب، با سپرهای کوچک پوست گاو، نیزه‌های کوتاه و شمشیرها مسلح بودند.
در این مرحله، به نظر می‌رسد که ماسیستیوس اهمیت ویژه‌ای در نیروهای مهاجم نداشته است، زیرا او در آثار هرودوت فقط به‌عنوان «ماسیستیوس، پسر سیرو میتراس» بدون توصیف بیشتر ذکر شده است و به‌عنوان بخشی از توصیف دقیق هرودوت از ارتش خشایارشا که بخش پیاده‌نظام آن از فصل ۶۱ تا ۸۳ کتاب هفتم ادامه دارد. با این حال، در سال ۴۷۹ پیش از میلاد، در آستانه نبرد پلاته، به نظر می‌رسد که وضعیت ماسیستیوس تغییر کرده و او به فرمانده سواره‌نظام برجسته و ارشد در نیروهای هخامنشی تبدیل شده بود که تحت فرماندهی مردونیوس در یونان باقی مانده بودند. هرودوت در دو مورد به کیفیت عالی اموال ماسیستیوس اشاره می‌کند، که این نیز موفقیت‌های او پیش از نبرد پلاته را نشان می‌دهد.
از آنجا که نیروهای یونانی در پلاته تحت فرماندهی پاوسانیاس نمی‌خواستند به دلیل ترس از سواره‌نظام هخامنشی به هخامنشیان حمله کنند و هخامنشیان نیز نمی‌خواستند به یونانی‌هایی که بر بالای ارتفاعات تسلط داشتند، حمله کنند، مردونیوس ماسیستیوس را به‌منظور آزار و اذیت نیروهای یونانی به جلو فرستاد. ماسیستیوس به خوبی عمل کرد و با انجام مجموعه‌ای از حملات ضربه و فرار به نیروهای یونانی آسیب‌های زیادی وارد کرد. با این حال، از آنجا که ماسیستیوس از پیشتازان نبرد بود، یونانی‌ها توانستند او را بکشند و ضربه‌ای قابل توجه به هخامنشیان وارد کنند.

## مرگ

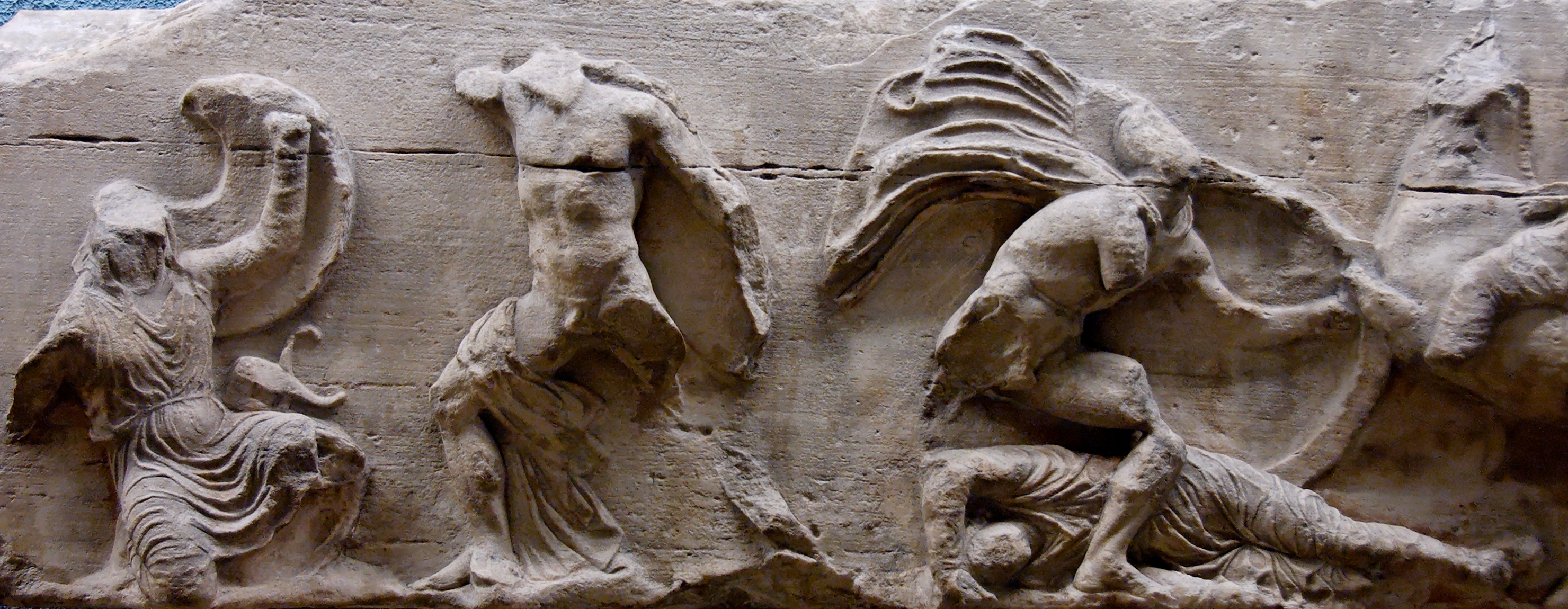
صحنه نبرد Plataea در دیواره جنوبی معبد آتنا نایک، آتن. صحنه سمت راست ممکن است دعوا بر سر جسد ماسیستیوس را نشان دهد. ۴۳۰–۴۰۰ قبل از میلاد موزه بریتانیا.

در طول درگیری ماسیستیوس با یونانی‌ها در آستانه نبرد پلاته، ماسیستیوس با مگاری‌ها درگیر شد. او به‌قدری موفق عمل کرد که مگاری‌ها برای کمک به دیگر یونانی‌ها درخواست کردند. در پاسخ، مگاری‌ها از سوی ۳۰۰ سرباز هپیلیت از آتن به رهبری المپیودوروس و گروهی از کمان‌داران آتنی پشتیبانی دریافت کردند. یکی از این کمان‌داران موفق شد که اسب ماسیستیوس را در پهلو هدف قرار دهد، که باعث شد ماسیستیوس از اسبش بیفتد. پس از آن، آتنی‌ها به او حمله کرده و در نهایت با زدن ضربه‌ای به چشمش او را کشتند.
زمانی که سواره‌نظام هخامنشی عقب‌نشینی کرد، متوجه شد که ماسیستیوس گم شده است و تلاش کردند تا بدن او را بازپس گیرند. آن‌ها به‌طور موقت موفق شدند تا بدن او را بازیابند تا اینکه نیروهای یونانی بیشتری برای کمک به آتنی‌ها و مگاری‌های تحت محاصره رسیدند، و در این مرحله سواره‌نظام مجبور به عقب‌نشینی شد و یونانی‌ها کنترل بدن را به‌دست آوردند. مرگ ماسیستیوس به‌شدت در میان هخامنشیان احساس شد، به‌طوری‌که به‌عنوان علامتی از عزاداری آن‌ها سرهای خود را تراشیده و یال‌های اسب‌هایشان را بریدند. خبر مرگ او به مردونیوس گزارش شد که از این فقدان ابراز تاسف کرد. برای یونانی‌ها، این واقعه پیروزی قابل توجهی بود و به‌شدت به افزایش روحیه نیروهای متفقین یونان کمک کرد. یونانی‌ها بدن ماسیستیوس را بر روی کالسکه‌ای گذاشتند و آن را در مقابل نیروهای یونانی به نمایش گذاشتند تا آن‌ها او را ببینند. نیروهای هخامنشی تنها پس از پایان دوران عزاداری بر سر مرگ ماسیستیوس و در پاسخ به حرکات نظامی یونانی‌ها، به سوی پلاته حرکت کردند.